# 吐蕃等路宣慰使司都元帥府
吐蕃等路宣慰使司都元帥府（とばんとうろ-せんいじしとげんすいふ）は、モンゴル支配時代のチベットに置かれた地方行政機構。宣政院に属する「西番三道宣慰使司（＝チベット3チョルカ）」の一つで、チベット高原東部（＝ドカム）を管轄した。パスパ文字モンゴル語文では「ドカムの宣慰司（mdo-gam-sun suän-ui-shi）」とも表記される。

## 概要

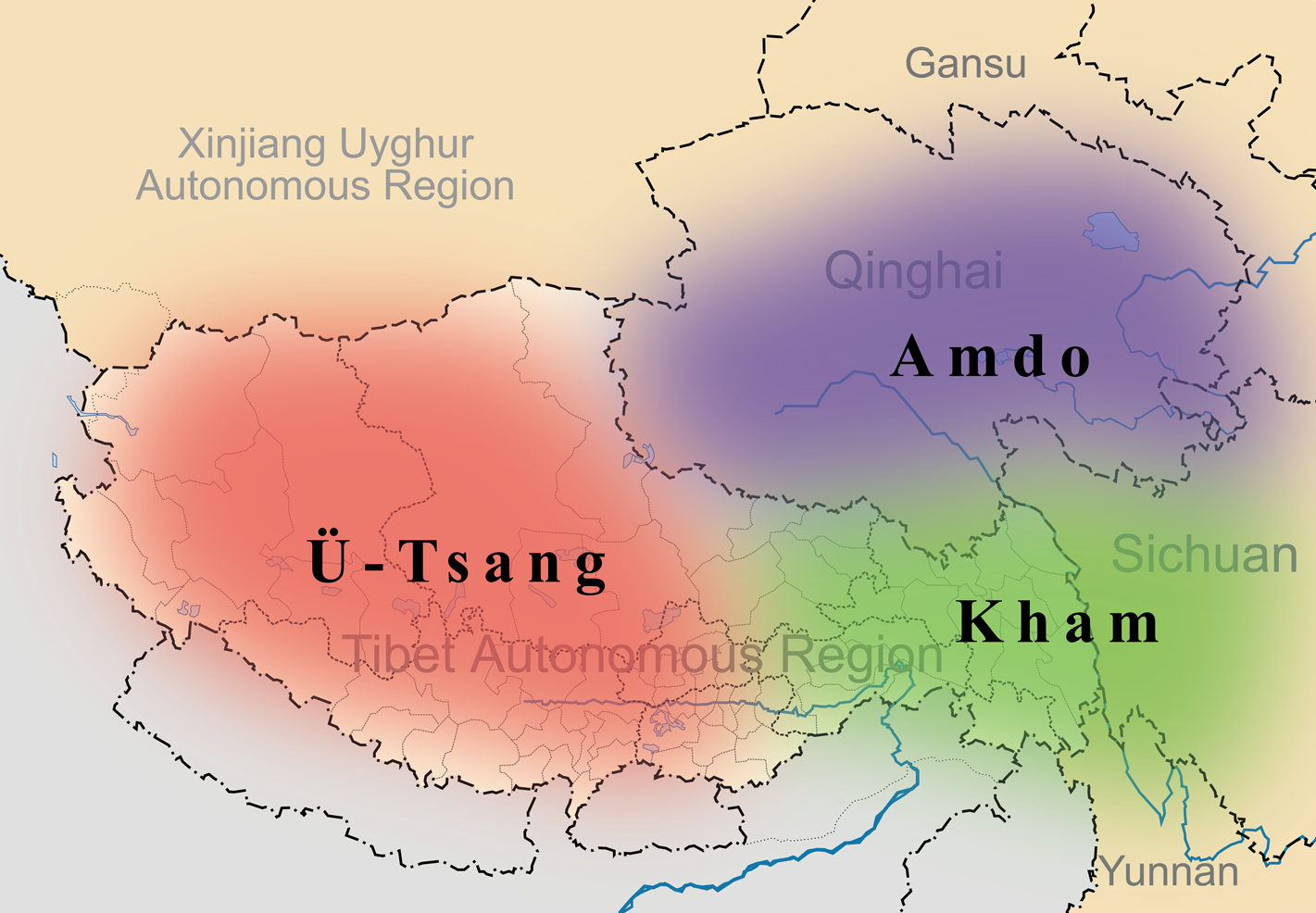
「チベット３チョルカ」の位置図。図中のAmdoがドメー宣慰司、Khamがドカム宣慰司、U-Tsangがウー・ツァン・ガリコルスム等三路宣慰司にほぼ相当する。

13世紀半ばにチベットを征服したモンゴル帝国は十進法に基づく万戸制度を持ち込むと同時に、チベット高原を「ドメー」「ドカム」「ウーツァン」の「3チョルカ（漢語訳は三道/三路）」に分割して支配した。『元史』などの漢文史料では「3チョルカ」を「西番三道宣慰使司」と呼び、「ドメー」「ドカム」「ウーツァン」の支配機構をそれぞれ「吐蕃等処宣慰使司都元帥府」「吐蕃等路宣慰使司都元帥府」「烏思蔵納里速古児孫等三路宣慰使司都元帥府」と表現する。チベット語史料の『漢蔵史集』はドカムの領域を「ソクラキャボより以下、黄河河曲以上」とし、その中心地がツォムドサムドゥプ寺であったと記す。チベット語史料中でツォムドサムドゥプ寺は「ドカム第二の大寺」とも称されているが、これは「サキャ寺に次ぐ、サキャ派内の第二の大寺」を意味するのではないかと考えられる。
また、同じく『漢蔵史集』によると「ドメー」「ドカム」「ウーツァン」にはそれぞれポンチェン（聖権の長たる座主に対する、俗世界＝俗権の長）が置かれていたとされ、ドカムのポンチェンはゴンジョ地方の人物であったという。『漢蔵史集』は「サキャ・ポンチェンのシャーキャ・サンポ」「東部ドメーのリンチェン・ツォンドゥー」「ドカム地方のリンポチェトンツル」を「最も早くサキャに対し大功を立てた三人」と述べており、この「リンポチェトンツル」こそドカムの初代ポンチェンではないかと考えられている。『漢蔵史集』によると「大近侍トンツル(Nye gnas chen po sTon tshul)」はチベットに帰還するパクパに対して経典1500巻・土地・寺院・属民・財宝などを献上したという。ポンチェンの位置づけについては諸説あるが、ポンチェン＝宣慰使（宣慰使司の長）と見る説と、両者は本来別個の存在であるが職掌を兼ねることもあったとする説がある。
ドカム宣慰使司が漢文史料上で言及されることは極めて少なく、『元史』内では百官志を除けば泰定帝本紀で泰定2年（1325年）に「タシー・パルサンポ（bkra shis dpal bzang po>乞剌失思八班蔵卜）」を「土蕃等路宣慰使都元帥・兼管長河西・奔不児亦思剛・察沙加児、ドカム・ドメー（朶甘思・朶思麻）等管軍ダルガチ」に任じたと記録されるのみである。
洪武元年（1368年）に明朝を建国した洪武帝はチベットを軍事的に支配しようとはしなかったが、使者を派遣し大元ウルスが授けた官職を再認することで自らの権威を示そうとした。洪武7年（1374年）には「ドカム・ウーツァン（朶甘烏思蔵）の僧ダルマパーラ（答力麻八刺）と故元帝師パクパ（八思巴）の後クンガ・ギェンツェン（公哥監藏ト使）」らが明朝に投降したので、「咎多桑古魯寺」に居住せしめたという。「咎多桑古魯寺」は明らかにツォムドサムドゥプ寺であり、咎多桑古魯寺＝ツォムドサムドゥプ寺を中心とした朶甘＝ドカム地方の統治体制はこの時点でも継続していたようである。

## 組織
- 土蕃等路宣慰使司都元帥府（ドカム宣慰司）：宣慰使4員・同知2員・副使1員・経歴/都事各2員・捕盜官3員・鎮撫2員
  - 朶甘思田地裏管軍民都元帥府（ドカム管軍民都元帥府）：都元帥1員・経歴1員・鎮撫1員
  - 剌馬児剛等処招討使司（マルカム招討使司）：達魯花赤1員・招討使1員・経歴1員
  - 奔不田地裏招討使司（ボンボル招討使司）：招討使1員・経歴1員・鎮撫1員
  - 奔不児亦思剛百姓：達魯花赤2員
  - 碉門魚通黎雅長河西寧遠等処軍民安撫使司：秩正三品。達魯花赤1員・安撫使1員・同知1員・副使1員・僉事1員・経歴/知事/照磨各1員・鎮撫2員
  - 六番招討使司：達魯花赤1員・招討使1員・経歴1員・知事1員
  - 天全招討使司：達魯花赤1員・招討2員・経歴、知事各1員
    - 魚通路万戸府：達魯花赤1員・万戸2員・経歴、知事各1員
    - 碉門魚通等処管軍守鎮万戸府：達魯花赤1員・万戸2員・経歴/知事各1員・鎮撫2員・千戸八員・百戸二十員・弾圧四員
    - 長河西管軍万戸府：達魯花赤1員・万戸2員。

  - 長河西裏管軍招討使司：招討使2員・経歴1員。
  - 朶甘思招討使：1員。
    - 朶甘思哈答李唐魚通等処錢糧総管府：達魯花赤1員・総管1員・副総管1員・答剌答脱脱禾孫1員・哈裏脱脱禾孫1員・朶甘思瓮吉剌滅吉思千戸1員。
    - 亦思馬児甘万戸府（マルカム万戸府）：達魯花赤1員・万戸2員。

「土蕃等路宣慰使司都元帥府」と「朶甘思田地裏管軍民都元帥府より下の官職」は『元史』において同列に列挙される（＝統属関係がわからない）ため、漢文史料のみでは土蕃等路宣慰使司都元帥府の組織構成は不明な点が多かった。しかし、21世紀以後に発見された元代チベット関係文書には「ドカムの宣慰司（mdo-gam-sun suän-ui-shi）」に関連して「ボンボルの地の招討司（bon-bo-run qa-ǰa-ra ǰew-t'aw-shi）」や「マルカム軍民万戸（［`ismar］gam gün-min-wan-γu）」といった名称が挙げられており、「ドカム宣慰司＝土蕃等路宣慰使司都元帥府」と「ボンボル招討司＝奔不田地裏招討使司」「マルカム軍民万戸＝亦思馬児甘万戸府」がやはり統属関係にあったことが立証される。
なお、「ボンボルの地の招討司（bon-bo-run qa-ǰa-ra ǰew-t'aw-shi）」に見える「qa-ǰa-ra」は「奔不田地裏招討使司」の「田地裏」に相当する部分で、いずれもモンゴル語のγaǰarを取り入れたものである。また、「亦思馬児甘」のチベット語表記はsMar-khamsであり、現在のラサ方言では語頭のsを発音しないために「マルカム」とカタカナ表記されるが、元代のモンゴル人はsmという二十子音を避けるため語頭にi（亦）を置いて「亦思馬児甘」と表記したものとみられる。